# Hipotézis
A hipotézis egy olyan előzetes feltevés, egy feltételes állítás, amelyet meg lehet cáfolni, illetve be lehet bizonyítani. Statisztikai vizsgálatokkal kell bizonyítani, hogy egy hipotézis igaz-e vagy sem. Ahhoz, hogy egy hipotézis tudományos hipotézis legyen, a tudományos módszer szerint tesztelni kell azt. A tudósok a tudományos hipotéziseket általában korábbi megfigyelésekre alapozzák, amelyeket nem lehet kielégítően megmagyarázni az elérhető tudományos elméletek alapján. Habár a "hipotézis" és az "elmélet" szavakat általában egymás szinonimájaként használják, a tudományos hipotézis nem egyenlő a tudományos elmélet fogalmával. A "működő hipotézis" egy olyan elfogadott felvetés, amelyik készen áll a további kutatásra, egy olyan folyamat megkezdésével, amely egy okos gondolatra épül, abban reménykedve, hogy ha a hipotézis kudarcot is vall, egy értelmes elmélet születik belőle.

## Etimológia
A "hipotézis" szó a görög "hüpotheszisz" szóból származik, amely feltételezést jelent; maga a kifejezés a "hipo-" (alá-) és "theszisz" (helyezés) szavak összetétele.